# Championnats du monde d'escalade 2007
Navigation
Édition précédente Édition suivante
Les Championnats du monde d'escalade 2007 se sont tenus à Avilés, en Espagne, du 17 au 23 septembre 2007.

## Podiums

### Hommes
| Épreuves   | Or                               | Argent                   | Bronze                   |
| ---------- | -------------------------------- | ------------------------ | ------------------------ |
| Difficulté | Espagne Ramón Julián Puigblanque | Espagne Patxi Usobiaga   | Tchéquie Tomáš Mrázek    |
| Bloc       | Russie Dmitry Sharafutdinov      | Tchéquie Martin Stráník  | Suisse Cédric Lachat     |
| Vitesse    | Chine Qixin Zhong                | Venezuela Manuel Escobar | Russie Sergueï Sinitsyne |

### Femmes
| Épreuves   | Or                    | Argent                  | Bronze                  |
| ---------- | --------------------- | ----------------------- | ----------------------- |
| Difficulté | Autriche Angela Eiter | Belgique Muriel Sarkany | Slovénie Maja Vidmar    |
| Bloc       | Autriche Anna Stöhr   | Japon Akiyo Noguchi     | Russie Olga Bibik       |
| Vitesse    | Russie Tatiana Ruyga  | Pologne Edyta Ropek     | Russie Valentina Yurina |